# Rodolphe d'Altenbourg
Pour les articles homonymes, voir Rodolphe et Altenburg (homonymie).
Rodolphe d'Altenbourg (Rudolf von Altenburg en allemand) (v985/990 - v1053) est un Grave (titre) du Saint-Empire romain germanique. Il est un des membres fondateurs de la Maison de Habsbourg en Allemagne, Alsace, et Suisse alémanique, au début de la féodalité de l'An mille (ne pas confondre avec Rodolphe Ier de Habsbourg (1218-1291) Ier Empereur du Saint-Empire romain germanique de la Maison de Habsbourg).

## Historique
Rodolphe d'Altenbourg est le fils héritier (avec ses frères Radbot de Habsbourg, et l'évêque de Strasbourg Werner de Habsbourg...) du Grave (titre) (ou Margrave) Lanzelin de Habsbourg (930-991). Son grand père Gontran le Riche (descendant présumé du premier duc d'Alsace Etichon-Adalric d'Alsace (v635-690) de la dynastie de la noblesse franque des Étichonides, descendants de l'aristocratie Lingons..., est dépossédé d'une grande partie de ses titres de noblesse héréditaire et importantes possessions familiales d'Alsace et régions voisines, par son rival l'Empereur Otton Ier du Saint-Empire, par la Diète d'Empire de 952, durant la période de transition entre la fin de l'Empire carolingien, et la fondation du Saint-Empire romain germanique, et de la féodalité dans tout l'Occident chrétien de l'An mille... Les sources historiques connues de l'arbre généalogique familiale d'alors, sont à ce jour multiples, imprécises, et contradictoires (liste des comtes et ducs d'Alsace).
Il épouse Cunégonde dont il n'a pas de descendance, et possède de très nombreux liens aristocratiques croisés de famille avec la haute aristocratie régionale de l'époque (entre autres avec ses cousins l'empereur Henri III du Saint-Empire et le pape Léon IX) par les nombreux liens de mariage de sa famille.
Il hérite avec ses frères des titres héréditaires de Grave (titre) et vastes possessions familiales des comté d'Altenbourg, Landgraviat de Brisgau, Klettgau (territoire), Thurgovie, Argovie... Il fonde avec son frère le Château de Habsbourg du Canton d'Argovie en Suisse alémanique qui donne leur nom à leur dynastie de la Maison de Habsbourg, qui règne en grande partie sur le Saint-Empire romain germanique (Ier Reich) jusqu'à son anéantissement en 1806 par les guerres napoléoniennes de l'empereur Napoléon Ier.
Rodolphe d'Altenbourg meurt probablement tué avec son armée papale de 700 chevaliers d'Alsace et de Souabe voisine, par les Normands à la Bataille de Civitate de 1053, en Italie (partis défendre le Saint-Empire romain germanique, l'occident chrétien, et les États pontificaux de ses cousins l'empereur Henri III du Saint-Empire et du pape Léon IX, contre les importantes invasions normandes et sarrasines de l'époque). Il repose (de façon présumé) dans son tombeau au centre de l'abbatiale de son abbaye nécropole familiale Sainte-Marie d'Ottmarsheim. Son frère Radbot, puis son neveux Werner Ier de Habsbourg lui succède.

## Quelques possessions
- Abbaye Sainte-Marie d'Ottmarsheim (vers 1030, actuelle église Saint-Pierre-et-Saint-Paul d'Ottmarsheim ou il repose en théorie)
- Château de Butenheim vers 1050
- Château de Habsbourg (avec son frère Radbot, qui donne leur nom à leur dynastie de la Maison de Habsbourg)

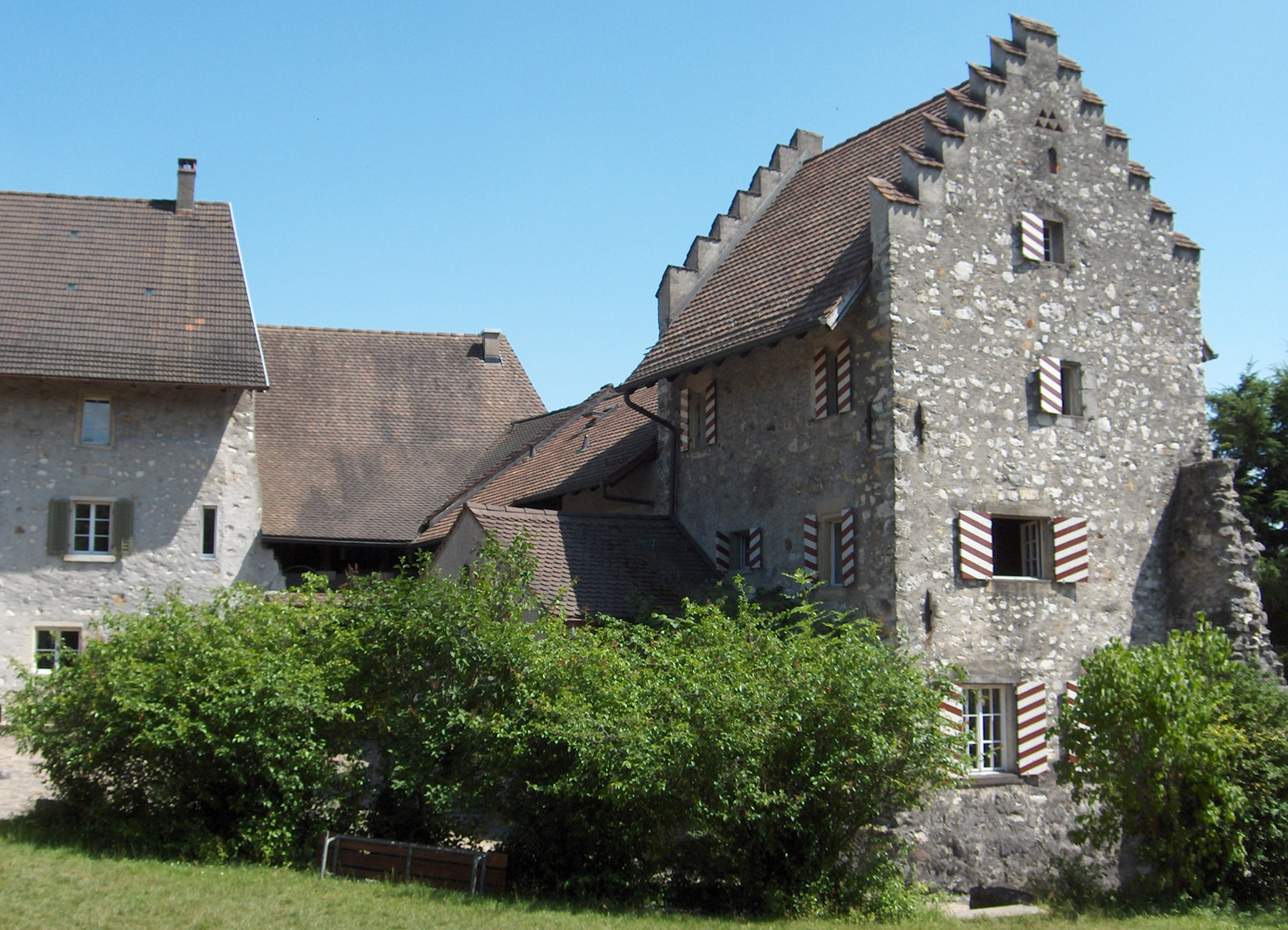
Château d'Altenbourg (Xe siècle)
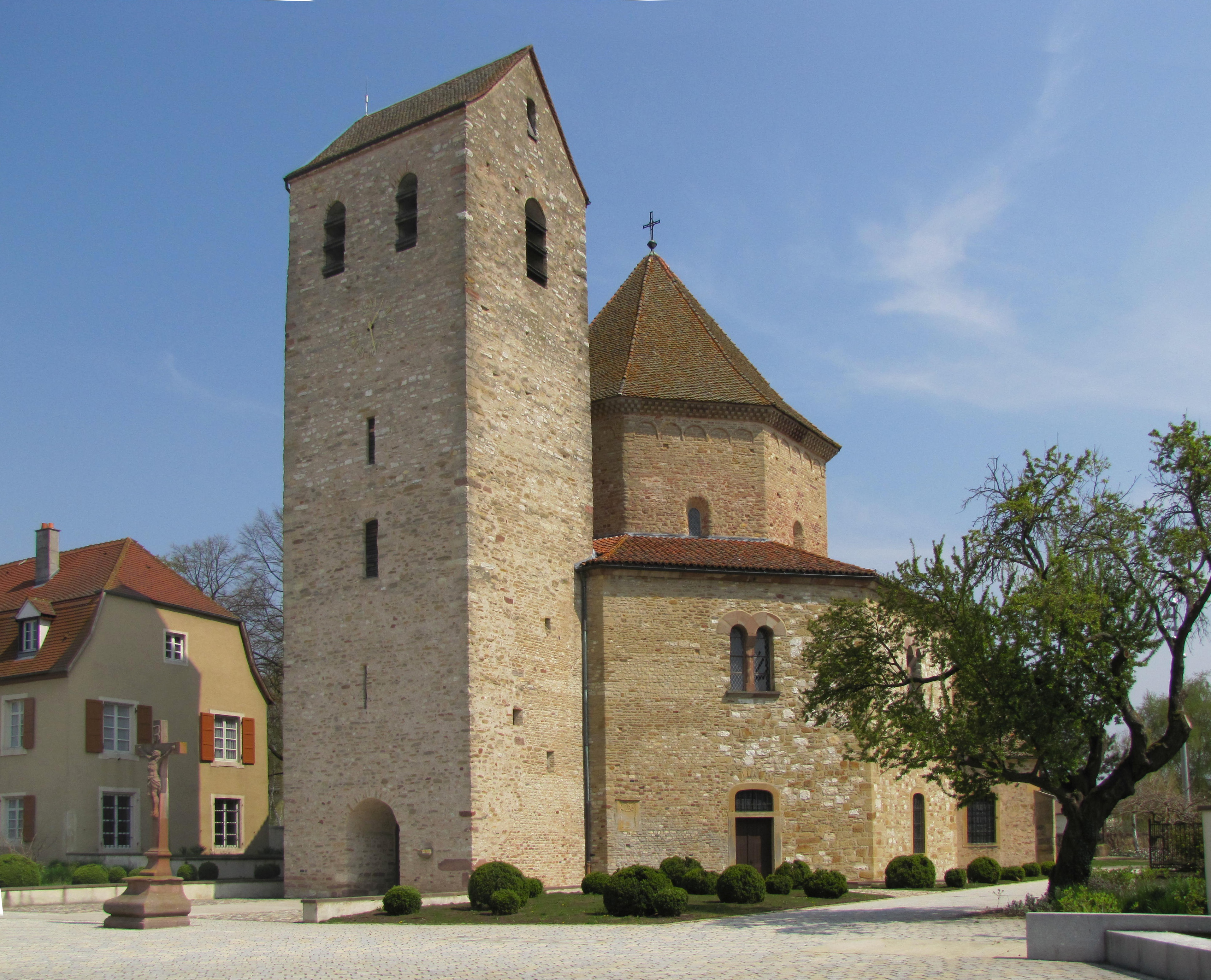
Église Saint-Pierre-et-Saint-Paul d'Ottmarsheim (XIe siècle)
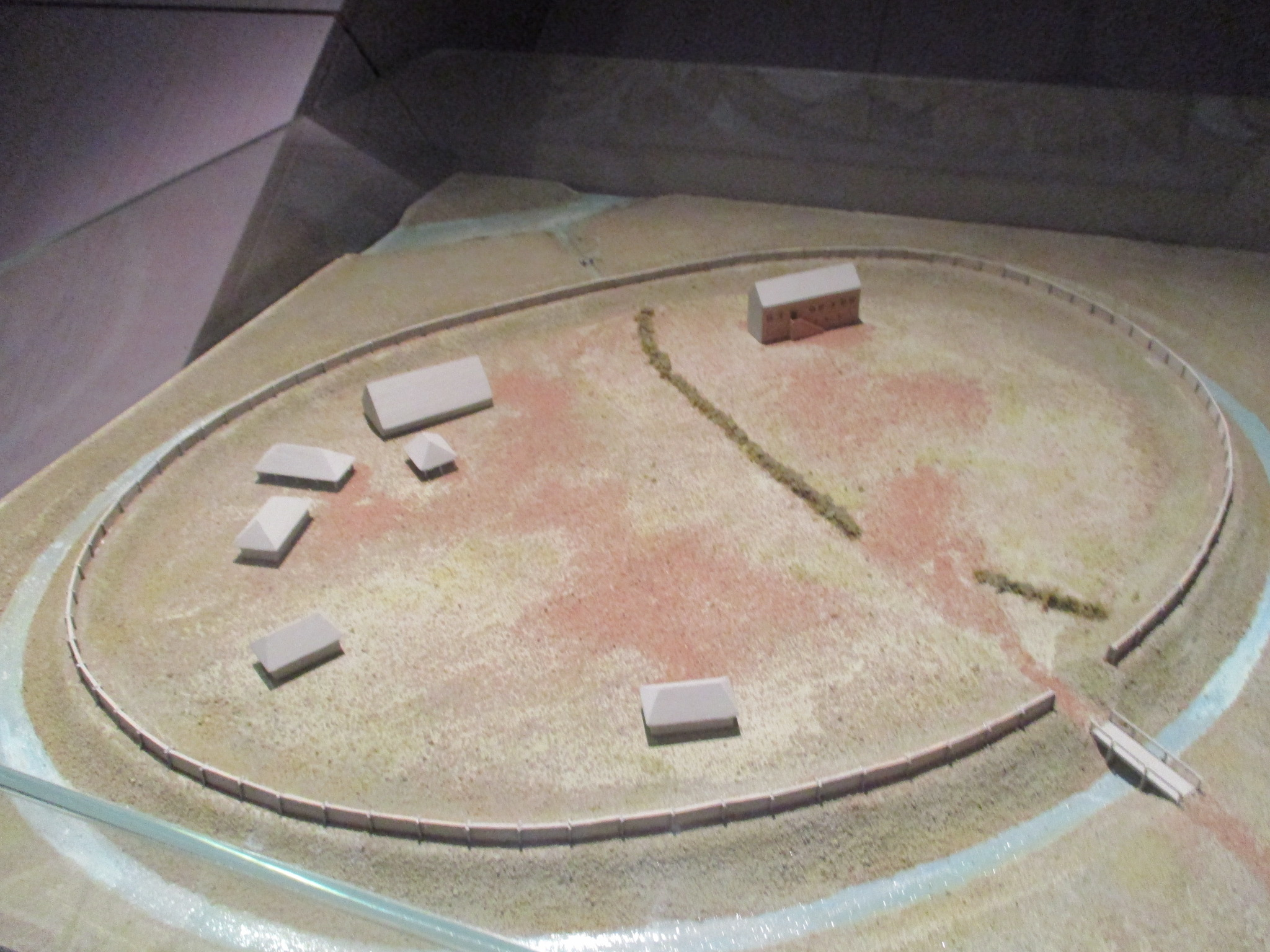
Motte castrale de Butenheim (XIe siècle)
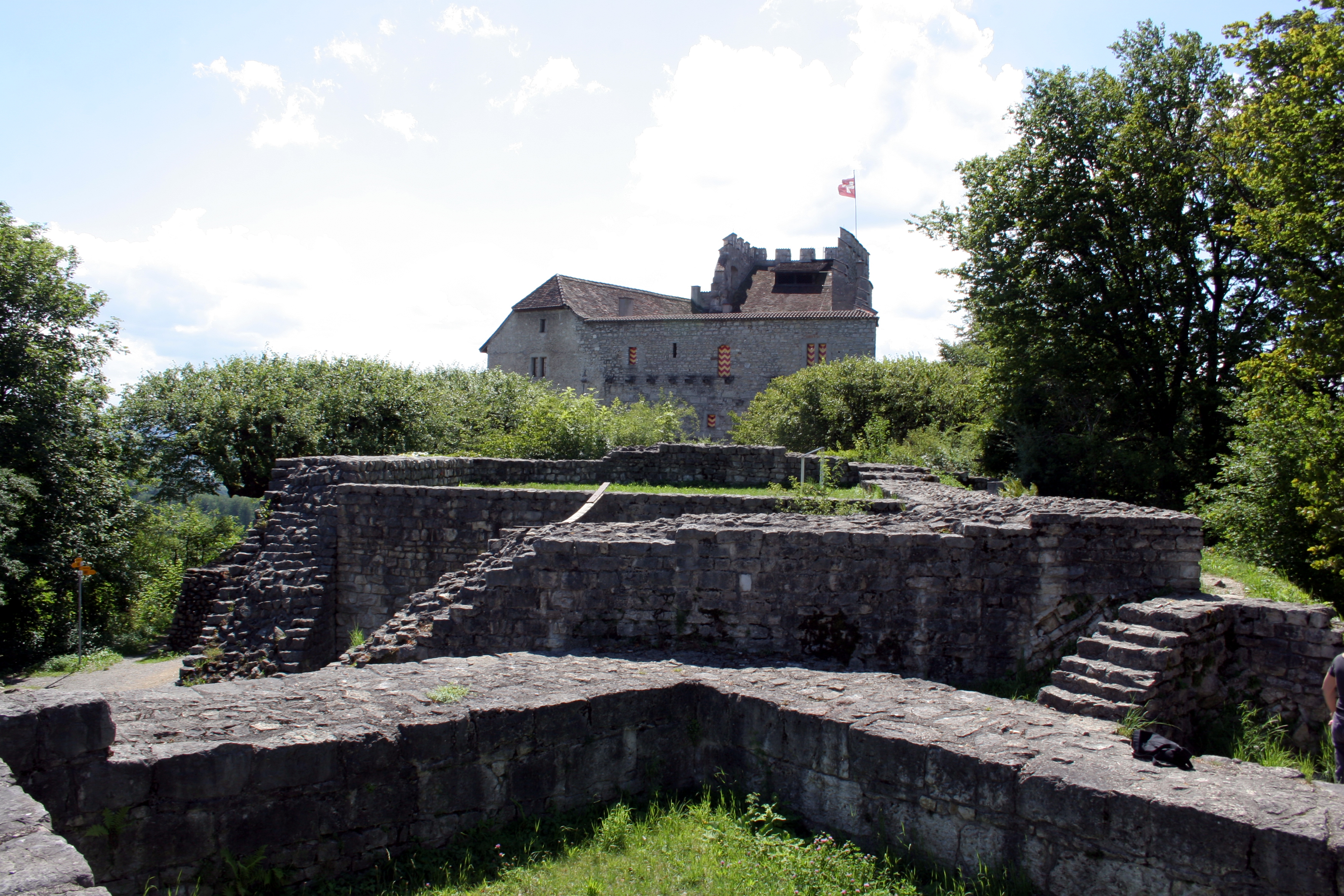
Château de Habsbourg (XIe siècle)